# Dårfinkarna
Dårfinkarna (engelska: Stir Crazy) är en amerikansk komedifilm från 1980 i regi av Sidney Poitier. I huvudrollerna ses Gene Wilder och Richard Pryor.

## Rollista i urval
- Gene Wilder – Skip Donahue
- Richard Pryor – Harry Monroe
- Georg Stanford Brown – Rory Schultebrand
- JoBeth Williams – Meredith
- Miguel Ángel Suárez – Jesus Ramirez
- Craig T. Nelson – Wilson, vice vaktchef
- Barry Corbin – Walter Beatty, vakt
- Nicolas Coster - Henry Sampson, vakt
- Joel Brooks - Len Garber
- Jonathan Banks – Jack Graham
- Erland Van Lidth – Grossberger
- Franklyn Ajaye – ung man på sjukhus
- Cedrick Hardman – Big Mean
- Luis Ávalos – Chico
- Grand L. Bush – Slowpoke
- Lee Purcell – Susan

## Musik i filmen i urval
- "Crazy", musik och text av Michael Masser & Randy Goodrum, framförd av Gene Wilder
- "Eat Your Heart Out", musik av Tom Scott, text av Rob Preston, framförd av Leata Galloway
- "Love", musik av Michael Masser & Randy Goodrum, framförd av Randy Goodrum
- "The Love of a Cowboy", musik av Tom Scott, text av Rob Preston, framförd av Mary Gregoriy
- "Watch Her Dance", musik av Tom Scott, text av Rob Preston, framförd av Leroy Gomez
- "Nothing's Gonna Stop Us Now", musik och text av Michael Masser & Randy Goodrum, framförd av Kiki Dee
- "Down in the Valley", Trad., framförd av Erland van Lidth